# العلاقات البوليفية الجنوب سودانية
العلاقات البوليفية الجنوب سودانية هي العلاقات الثنائية التي تجمع بين بوليفيا وجنوب السودان.

## مقارنة بين البلدين
هذه مقارنة عامة ومرجعية للدولتين:
| وجه المقارنة                                              | بوليفيا                                          | جنوب السودان                  |
| --------------------------------------------------------- | ------------------------------------------------ | ----------------------------- |
| المساحة (كم2)                                             | 1.10 مليون                                       | 619.75 ألف                    |
| عدد السكان (نسمة)                                         | 11.05 مليون                                      | 12.58 مليون                   |
| الكثافة السكانية (ن./كم²)                                 | 10.05                                            | 20.3                          |
| العاصمة                                                   | سوكري، لاباز                                     | جوبا                          |
| اللغة الرسمية                                             | اللغة الإسبانية، اللغة الأيمرية، كتشوا، غوارانية | لغة إنجليزية                  |
| العملة                                                    | بوليفاريو بوليفي                                 | جنيه جنوب سوداني، جنيه سوداني |
| الناتج المحلي الإجمالي (بليون دولار)                      | 37.51 مليار                                      | 2.90 مليار                    |
| الناتج المحلي الإجمالي (تعادل القوة الشرائية) بليون دولار | 74.58 مليار                                      | 22.88 مليار                   |
| الناتج المحلي الإجمالي الاسمي للفرد دولار أمريكي          | 3.08 ألف                                         | 73                            |
| الناتج المحلي الإجمالي للفرد دولار أمريكي                 | 6.63 ألف                                         | 2.02 ألف                      |
| مؤشر التنمية البشرية                                      | 0.662                                            | 0.467                         |
| رمز المكالمات الدولي                                      | +591                                             | +211                          |
| رمز الإنترنت                                              | .bo                                              | .ss                           |
| المنطقة الزمنية                                           | 00                                               | ت ع م+03:00                   |

## منظمات دولية مشتركة
يشترك البلدان في عضوية مجموعة من المنظمات الدولية، منها:
| علم المنظمة | اسم المنظمة                        | تاريخ انضمام بوليفيا | تاريخ انضمام جنوب السودان |
| ----------- | ---------------------------------- | -------------------- | ------------------------- |
|             | الاتحاد البريدي العالمي            | ?                    | ?                         |
|             | مؤسسة التنمية الدولية              | 21 يونيو 1961        | 18 أبريل 2012             |
|             | الأمم المتحدة                      | 14 نوفمبر 1945       | 14 يوليو 2011             |
|             | منظمة الشرطة الجنائية الدولية      | ?                    | ?                         |
|             | وكالة ضمان الاستثمار متعدد الأطراف | 3 أكتوبر 1991        | 18 أبريل 2012             |
|             | مؤسسة التمويل الدولية              | 20 يوليو 1956        | 18 أبريل 2012             |
|             | البنك الدولي للإنشاء والتعمير      | 27 ديسمبر 1945       | 18 أبريل 2012             |
|             | الاتحاد الدولي للاتصالات           | 1 يونيو 1907         | 3 أكتوبر 2011             |
|             | يونسكو                             | 13 نوفمبر 1946       | 27 أكتوبر 2011            |

## وصلات خارجية
- موقع وزارة الخارجية البوليفية
- موقع وزارة الخارجية الجنوب سودانية